# Vittoria Colonna
Vittoria Colonna (Marino, abril de 1490 - Roma, 25 de fevereiro de 1547), Marquesa de Pescara, foi uma poetisa da Itália.
Era filha de Fabrizio Colonna, grande condestável de Nápoles, e de Agnese de Montefeltro. Foi uma das mulheres mais notáveis da Itália quinhentista. Ainda jovem casou-se com Fernando de Ávalos, Marquês de Pescara, que morreu na Batalha de Pavia lutando ao lado de Carlos de Lannoy. Tornou-se autora de poesias louvadas como impecáveis, das mais importantes continuadoras da tradição de Petrarca em sua geração, uma mediadora política, reformadora religiosa, e seus méritos próprios foram amplamente reconhecidos ainda em sua vida, mas a historiografia posterior a retratou indevidamente mais como uma figura passiva, à sombra de grandes homens que conheceu, entre eles Michelangelo.
Em 1514, entrou para o convento de Santa Ana, onde morreu, e foi sepultada na igreja anexa, Sant'Anna dei Falegnami. Infelizmente, esta igreja foi demolida em 1887.
É possível que tenha encontrado Michelangelo em torno de 1537, mas sua relação só se estreitou em torno de 1542 quando Michelangelo já era idoso e ela, viúva havia dezessete anos. Discutiam arte e religião. Para ela Michelangelo escreveu várias poesias e produziu desenhos, e ela por sua vez dedicou-lhe também uma série de poemas. Walter Pater comparou a relação de ambos com a de Dante e Beatriz. Da parte de Vittoria, Abigail Brundin disse que as poesias que ela dedicou ao seu amigo revelam um esforço de lidar com a responsabilidade pela sua vida interior e de compartilhar os frutos do labor no espírito de uma comunhão evangélica com alguém que passava pelas mesmas dúvidas e agitações de alma. Michelangelo esteve presente em sua agonia, e ela faleceu em seus braços, enquanto ele em lágrimas beijava suas mãos sem cessar. Mais tarde arrependeu-se de não ter ousado beijar-lhe a testa e a face. Condivi registrou que, após a morte de Vittoria, Michelangelo passou um longo período transtornado, como se tivesse perdido a razão. Em um soneto expressou sua tristeza e revolta, e disse que jamais a natureza fizera face tão bela.